# Samoa National League 2006
Samoa National League 2006, còn có tên là Upolo First Division, là mùa giải thứ 18 trong lịch sử Samoa National League, giải đấu cao nhất của Liên đoàn Bóng đá Samoa. Vaivase-tai vô địch lần thứ 6, kỉ lục số lần vô địch của 1 đội bóng trong Samoa National League.
Chỉ có một chi tiết được ghi nhận trong giải đấu là Vaivase-tai đánh bại Cruz Azul (Samoa) trong trận chung kết.